# 3515 Jindra
3515 Jindra eller 1982 UH2 är en asteroid i huvudbältet som upptäcktes den 16 oktober 1982 av den tjeckiske astronomen Zdeňka Vávrová vid Kleť-observatoriet. Den är uppkallad efter Lumír Jindra, vän till upptäckaren.
Asteroiden har en diameter på ungefär 7 kilometer och den tillhör asteroidgruppen Koronis.